# François Henri Eugène d'Augier
François Henri Eugène d'Augier (ou Daugier), né à Courthezon le 12 septembre 1764, mort à Paris le 12 avril 1834, est un marin et un homme politique français.

## Biographie
Daugier est né à Courthezon, dans le comtat Venaissin, le 12 septembre 1764.
Daugier commence sa carrière militaire en entrant aux gardes-marine en octobre 1782. Il embarque ensuite sur la corvette Flèche, puis sur la Précieuse l'année suivante.
À bord du Superbe, il participe à plusieurs missions vers les Indes et rentre en France sur le Brillant en mai 1786. Il s'embarque, en 1787, sur un des paquebots destinés à faciliter les relations des ports français avec les îles de l'Amérique. À son retour en 1789, ayant obtenu le grade de lieutenant de vaisseau, il parfait ses connaissances en tactique navale.
Il retourne sur la Flèche, avant de croiser en 1793 dans le golfe de Gascogne sur le Tourville aux ordres de Morard de Galles.
Après plusieurs années d'une navigation non interrompue, sa santé, gravement altérée, le force à aller chercher, au sein de sa famille, le repos dont il éprouve le besoin. Ses concitoyens l'élisent procureur de la commune de Courthezon, lorsque la première coalition des Rois quand la France le rappelle au service de la marine.
Le 5 janvier 1793, il est nommé major général de l'escadre qui préservera Belle-Île-en-Mer et Groix de la descente dont les menace la flotte anglaise aux ordres de lord Howe.
Les équipages, qu'un fatal concours de circonstances avait réduits au plus grand dénuement, se révoltent avec une violence extrême, sous prétexte d'aller à Brest pour sauver le port de la trahison qui venait de livrer Toulon aux Anglais. Le péril est d'autant plus imminent, que l'escadre est en présence de l'ennemi. Daugier se rend avec l'amiral à bord des vaisseaux insurgés, il harangue les marins et parvient à calmer l'effervescence des esprits.
Le Comité de salut public croit devoir le destituer pour ménager l'ombrageuse susceptibilité du fanatisme populaire mais sa réintégration suit de près la perte de son emploi.
Nommé capitaine de vaisseau en mars 1795, il prend le commandement de la Proserpine (en) et livre combat aux Britanniques sur les côtes de Bretagne, sous les ordres de Villaret de Joyeuse.
Daugier ayant participé avec cette frégate aux combats des 29 prairial et 5 messidor, est chargé d'aller en rendre compte au gouvernement, qui lui donne quelque temps après la direction des convois de Nantes et de Rochefort, au nombre de soixante-quatre voiles. C'est dans cette circonstance qu'il ne craint pas d'attaquer, avec quatre frégates, à l'entrée de la baie d'Audierne, une division anglaise composée d'un vaisseau et de trois frégates, pour laisser au convoi le temps de se réfugier dans la baie. Il commande ensuite le Fougueux puis la Cocarde nationale (en) lors de l'expédition d'Irlande en 1796. L'année suivante il prend le commandement du Jupiter (en), et prend part en 1799 à la victorieuse croisière en Méditerranée (en) de l'amiral Bruix.

### Consulat et Empire
En 1800 il est nommé chef militaire à Rochefort, puis à Lorient l'année suivante après avoir été nommé membre du Tribunat. Il supervise la formation de la flotte à Boulogne, avant de participer à plusieurs combats contre les Anglais au Havre en juin 1804.

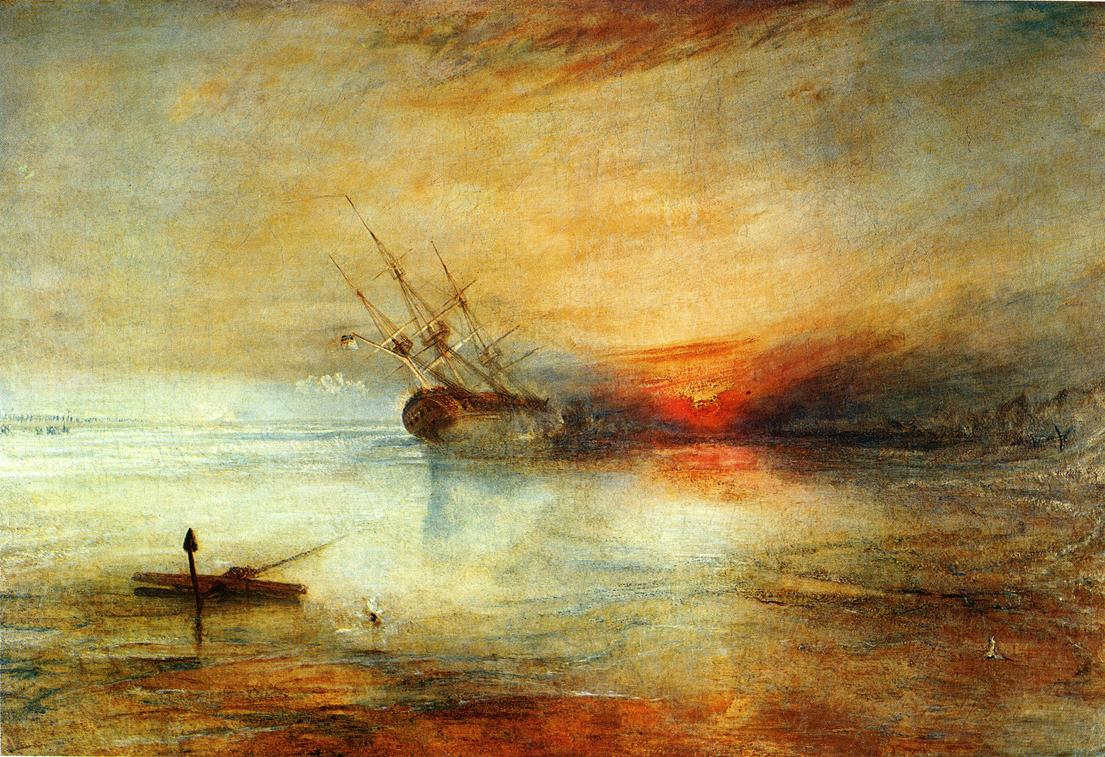
Fort Vimieux, 1831
William Turner
Collection privée

Le peintre anglais William Turner dans son tableau intitulé Fort Vimieux fait référence à une action navale au large de Wimereux. Le capitaine Daugier en occupait le port aux commandes d'une des  divisions rassemblées par Napoléon en 1804 et 1805 pour l'invasion de la Grande-Bretagne. La flotte britannique, le 18 juillet 1805 avec une escadre des navires l'Immortalité, le Hebe et l'Arabe, incitait les navires français à s'aventurer au-delà de la portée des batteries le long de la côte.
En juin 1806 il part en mission reconnaître les côtes de l'Adriatique.
En récompense des services éminents qu'il a déjà rendus, Napoléon Ier le fait membre de la Légion d'honneur le 1er frimaire an XII, commandant de l'ordre le 2e prairial suivant, et électeur du département de Vaucluse, et le nomme commandant des marins de la garde et des quatre grands corps de la flottille destinés à opérer une descente en Angleterre.
En 1806, il est chargé d'explorer le littoral de l'Adriatique, participe à la Campagne de Prusse et de Pologne et la bataille d'Iéna dans la Garde impériale où 106 marins participent.
Daugier, de retour à Paris, après avoir rempli cette périlleuse mission, apprend que les marins de la garde ont subitement quitté les bateaux de la flottille pour se rendre en poste au siège de Dantzig. Il part aussitôt afin d'aller se mettre à la tête de cette phalange d'élite, dont la valeur contribue si puissamment à la reddition de cette place. Après avoir assisté au siège de Stralsund, à l'attaque de l'île de Rügen, Daugier est appelé aux frontières d'Espagne, où se réunissent les différents corps d'armée destinés à envahir la Péninsule.
Le 2 mai 1808, lors de l'insurrection du peuple de Madrid, il faillit être victime de son inviolable attachement à ses devoirs. Toujours à la tête des marins de la garde, il reçoit l'ordre d'aller joindre en Andalousie le corps d'armée du général Dupont. Il a un cheval tué sous lui à la bataille de Baylen, le 19 juillet.
Voici en quels termes s'exprime le général Foy, dans le récit qu'il fait de cette journée : « Bientôt, arriva la dernière réserve des Français, le bataillon des marins de la garde impériale, du capitaine de vaisseau Daugier. Ils n'étaient que 300 hommes, mais 300 hommes que la crainte ne pouvait faire broncher. »
Après la convention d'Andujar, en 1809, Daugier revient en France pour solliciter sa retraite. Il obtient seulement un congé de l'Empereur à l'effet de rétablir sa santé délabrée. Napoléon, qui vient de le nommer préfet maritime de Lorient, lui dit publiquement, dans la salle des maréchaux : « Je sais l'éloge que les généraux ennemis ont fait de vous et des hommes de fer que vous commandiez. Cet éloge d'un ennemi en vaut bien un autre, monsieur Daugier. »
À la rentrée des Bourbons, en 1814, Louis XVIII le nomme contre-amiral et chevalier de Saint-Louis. Il reçoit en même temps le titre de comte. À la seconde Restauration, Daugier est successivement appelé à la préfecture maritime de Lorient (1814), de Rochefort (1817), et de Toulon. Il est créé commandeur de Saint-Louis le 21 octobre 1818, puis grand officier de la Légion d'honneur, le 28 avril 1821.
Envoyé à la Chambre des députés par le département du Morbihan (1815), il s'y montre constamment l'interprète fidèle, le défenseur éclairé de la marine, qu'il parvient ainsi à réhabiliter dans l'esprit de ceux qui n'avaient point été à portée de l'apprécier dans les dernières années de l'Empire.
En 1817, Daugier est encore élu député par le département du Finistère, dont il avait présidé le collège électoral.
Dans la session de 1817-1818, il vote avec la minorité, ce qui n'empêche pas le ministère de le reconnaître pour son candidat dans le département de Vaucluse, qui le choisit également en 1819 pour le représenter à la Chambre, où il reste jusqu'en 1827. À partir de cette élection, il se dévoue au ministère, qu'il croit devoir soutenir contre les attaques dont il est l'objet.
Lorsque Camille Jordan présente un amendement important, le 29 juin 1820, dans la discussion de la loi sur les élections, la défection de Daugier et de cinq ou six autres de ses collègues fait rejeter cet amendement. Conseiller d'État et directeur du personnel de la marine en 1821, il a bientôt le commandement de la marine à Toulon, reçoit la grand-croix de Saint-Louis le 20 août 1823, et est promu au grade de vice-amiral en 1825. Réélu député par l'arrondissement d'Avignon, au mois de novembre 1827, il termine sa carrière législative lors de la dissolution de la Chambre de 1830, opérée par le ministère Polignac.

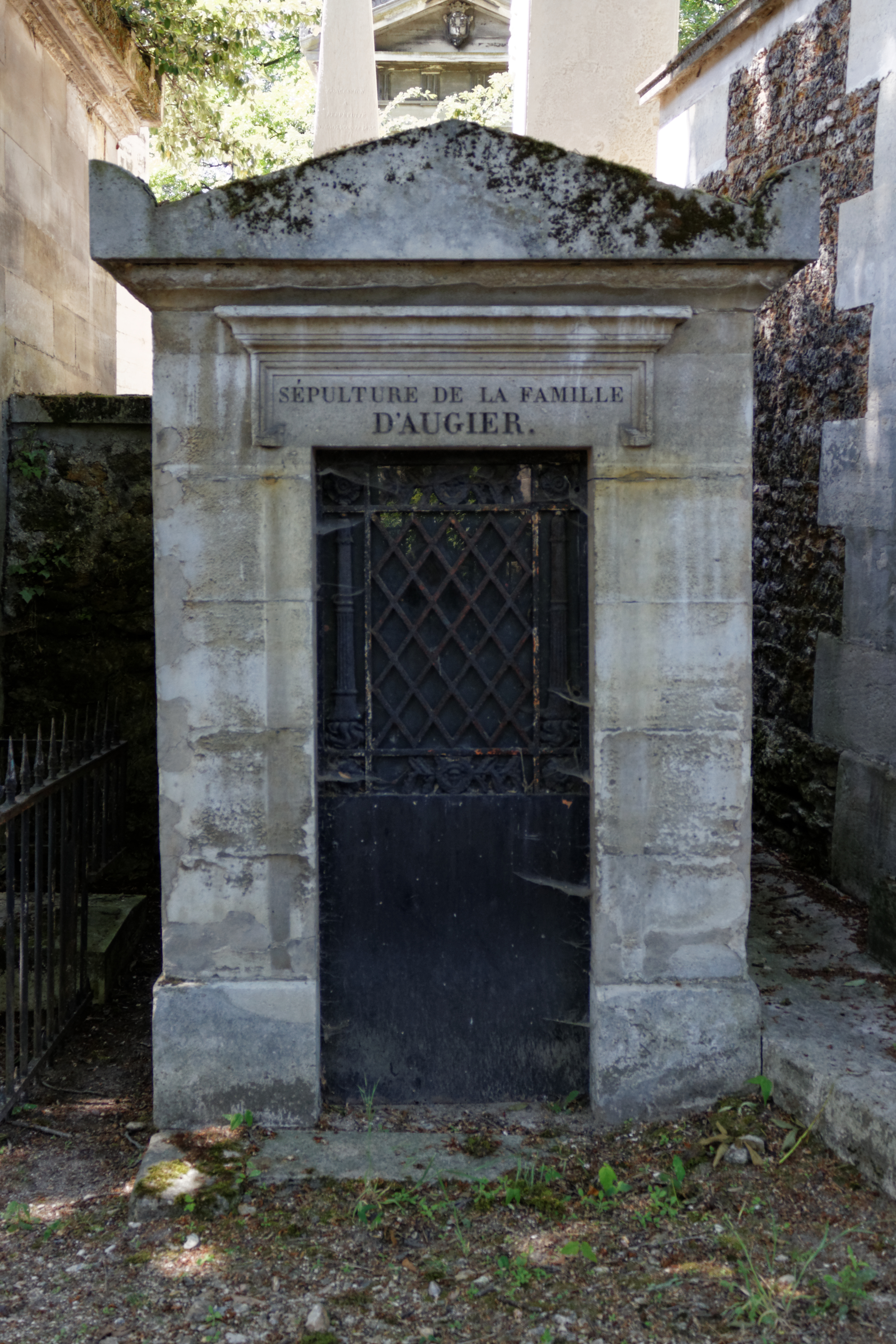
Tombe au cimetière du Père-Lachaise.

Il est nommé membre du conseil d'Amirauté le 7 janvier 1827, et conseiller d'État en service extraordinaire le 12 novembre 1828. Admis dans le cadre de réserve par ordonnance du 1er mars 1831, il meurt à Paris, le 12 avril 1834. Il est inhumé au cimetière du Père-Lachaise (38e division).